# Chiasmia diarmodia
Chiasmia diarmodia es una especie de polilla de la familia Geometridae, descrita por primera vez por Louis Beethoven Prout en 1925 con distribución en Sudáfrica. El holotipo de la especie fue descrita en Upington, provincia del Cabo. Es una polilla de color cremoso e irritación y marcas en sus alas de color marrón natal.